# Amber Bongard
Amber Marie Bongard (née le 24 août 1997 à Potsdam) est une actrice allemande.

## Biographie
Amber Bongard est la fille de l'écrivain Katrin Bongard et la jeune sœur d'Isabel Bongard et Leonard Carow.
Elle commence sa carrière enfant dans deux téléfilms de Juliane Köhler. Elle apparaît dans des publicités à la télévision et au cinéma et a souvent des rôles de soutien plus importants au cinéma et dans les téléfilms.
En 2010 et 2011, elle tient des rôles principaux.

## Filmographie

### Cinéma
- 2006 : Montag
- 2006 : Quatre Minutes
- 2009 : La Comtesse
- 2009 : La Papesse Jeanne
- 2009 : Effi Briest
- 2010 : Groupies bleiben nicht zum Frühstück
- 2011 : Mon été orange
- 2013 : Whisper : Libres comme le vent
- 2013 : Brüderlein
- 2015 : Whisper 2
- 2017 : Whisper 3

### Télévision

#### Téléfilms
- 2005 : Rendez-nous notre fille
- 2005 : Ich bin ein Berliner
- 2006 : Le Mystère de Johanna
- 2006 : Tornade - L'alerte
- 2006 : La Femme au bout de la rue
- 2006 : Trois enfants sur les bras
- 2007 : Erdbeereis mit Liebe
- 2007 : Schattenkinder
- 2008 : Patchwork
- 2009 : Hungerwinter – Überleben nach dem Krieg
- 2012 : Mittlere Reife
- 2014 : Katie Fforde: Geschenkte Jahre
- 2015 : Tief durchatmen, die Familie kommt
- 2016 : Wer aufgibt ist tot
- 2017 : Von Erholung war nie die Rede

#### Séries télévisées
- 2004 : Tatort
- 2006 : Die Kinder der Flucht
- 2010 : Polizeiruf 110: Blutiges Geld
- 2017 : Charité